# Zentralruf der Autoversicherer
Der Zentralruf der Autoversicherer besteht seit 1972 und ist nach § 8a des Pflichtversicherungsgesetzes (PflVG) die gesetzlich anerkannte Auskunftsstelle in Deutschland zur Identifikation des für das Schädigerfahrzeug einstandspflichtigen Kfz-Haftpflichtversicherers, bzw. (bei ausländischen Versicherern) des zuständigen Regulierungsbeauftragten in der Bundesrepublik Deutschland. Sie hat die Aufgabe, dem Geschädigten Name und Anschrift des gegnerischen Versicherers mitzuteilen, um dadurch die Geltendmachung von Schadensersatzansprüchen des Geschädigten zu erleichtern.
Der Zentralruf ermittelt unter der kostenfreien Servicerufnummer 0800 250 260 0 und über ein Internetformular nach einem Verkehrsunfall die Kfz-Haftpflichtversicherung des Unfallgegners. Die Ermittlung erfolgt für Personen, die ein berechtigtes Interesse darlegen können, also für Unfallgeschädigte und deren Vertreter oder Organisationen, die im Zusammenhang mit der Schadenregulierung stehen. 

## Funktion bei Auslandsunfällen
Im Falle eines Verkehrsunfalls im Ausland mit einem im Europäischen Wirtschaftsraum oder der Schweiz zugelassenen Fahrzeug, wird zusätzlich zum ausländischen Versicherer auch der in Deutschland zuständige sog. Schadenregulierungsbeauftragte ermittelt. Sämtliche europäischen Versicherer verfügen in jedem Mitgliedsstaat der Europäischen Union über solche Schadenregulierungsbeauftragte. Ihre Aufgabe ist es, bei Auslandsunfällen die Abwicklung und Regulierung eines Verkehrsunfalles in der Heimatsprache des Geschädigten zu ermöglichen. 
Der Zentralruf der Autoversicherer ist rund um die Uhr und 365 Tage im Jahr erreichbar.
Anrufer aus dem Ausland erreichen den Zentralruf der Autoversicherer  montags bis freitags von 8 bis 20 Uhr.
In einigen EU-Ländern ist eine direkte Abfrage des Kraftfahrzeug-Haftpflichtversicherers und des Schadenregulierungsbeauftragten in der Bundesrepublik Deutschland über eine Webseite möglich. Für diese Länder kann durch die Eingabe des amtlichen Kennzeichens und des Unfalldatums die gegnerische Kraftfahrzeug-Haftpflichtversicherung und der zuständige Schadenregulierungsbeauftragte ermittelt werden:
- Österreich: Kfz Versichererauskunft (Memento vom 4. März 2015 im Internet Archive)
- Tschechische Republik: http://www.ckp.cz/index.php
- Slowenien: https://raz.zav-zdruzenje.si/euinfocenter/Search.aspx

Ist der Kraftfahrzeug-Haftpflichtversicherer bereits bekannt, kann in den nachfolgend genannten Ländern der Schadenregulierungsbeauftragte des Wohnsitzlandes ermittelt werden:
- Dänemark: https://dfim.dk/english/DFIM/motorkoeretoejsdirektiv/Pages/Skaderepraesentanter.aspx
- Schweiz: http://www.nbingf.ch/